# Cincinnati Open 2019
Il Cincinnati Open 2019 (conosciuto anche come Western & Southern Open 2019 per motivi di sponsorizzazione) è un torneo di tennis giocato sul cemento. È la 118ª edizione del torneo maschile e la 88ª di quello femminile, che fa parte della categoria Masters 1000 nell'ambito dell'ATP Tour 2019, e della categoria Premier 5 nell'ambito del WTA Tour 2019. Sia il torneo maschile che quello femminile si giocano al Lindner Family Tennis Center di Mason, vicino a Cincinnati, in Ohio negli Stati Uniti, dal 12 al 18 agosto 2019.

## Partecipanti ATP

### Teste di serie
| Nazionalità | Giocatore             | Ranking* | Testa di serie |
| ----------- | --------------------- | -------- | -------------- |
| Serbia      | Novak Đoković         | 1        | 1              |
| Spagna      | Rafael Nadal          | 2        | 2              |
| Svizzera    | Roger Federer         | 3        | 3              |
| Austria     | Dominic Thiem         | 4        | 4              |
| Grecia      | Stefanos Tsitsipas    | 5        | 5              |
| Giappone    | Kei Nishikori         | 6        | 6              |
| Germania    | Alexander Zverev      | 7        | 7              |
| Russia      | Karen Chačanov        | 8        | 8              |
| Russia      | Daniil Medvedev       | 9        | 9              |
| Italia      | Fabio Fognini         | 11       | 10             |
| Spagna      | Roberto Bautista Agut | 13       | 11             |
| Croazia     | Borna Ćorić           | 14       | 12             |
| Stati Uniti | John Isner            | 15       | 13             |
| Croazia     | Marin Čilić           | 16       | 14             |
| Georgia     | Nikoloz Basilašvili   | 17       | 15             |
| Belgio      | David Goffin          | 18       | 16             |

* Ranking al 5 agosto 2019.

### Altri partecipanti
I seguenti giocatori hanno ricevuto una wild card per il tabellone principale:
- Juan Ignacio Londero
- Andy Murray
- Reilly Opelka
- Sam Querrey

Il seguente giocatore è entrato in tabellone con il ranking protetto:
- Richard Gasquet

I seguenti giocatori sono passati dalle qualificazioni:

- Pablo Carreño Busta
- Ivo Karlović
- Miomir Kecmanović
- Denis Kudla
- Yoshihito Nishioka
- Andrej Rublëv
- Casper Ruud

I seguenti giocatori sono entrati in tabellone come lucky loser:
- Federico Delbonis
- Michail Kukuškin
- João Sousa

### Ritiri
Prima del torneo
- Kevin Anderson → sostituito da  Lorenzo Sonego
- Juan Martín del Potro → sostituito da  Jordan Thompson
- Fabio Fognini → sostituito da  João Sousa
- Rafael Nadal → sostituito da  Michail Kukuškin
- Milos Raonic → sostituito da  Grigor Dimitrov
- Dominic Thiem → sostituito da  Federico Delbonis

Durante il torneo
- Yoshihito Nishioka
- Fernando Verdasco

## Partecipanti ATP doppio

### Teste di serie
| Nazione     | Giocatore             | Nazione       | Giocatore     | Ranking* | Testa di serie |
| ----------- | --------------------- | ------------- | ------------- | -------- | -------------- |
| Colombia    | Juan Sebastián Cabal  | Colombia      | Robert Farah  | 2        | 1              |
| Polonia     | Łukasz Kubot          | Brasile       | Marcelo Melo  | 9        | 2              |
| Sudafrica   | Raven Klaasen         | Nuova Zelanda | Michael Venus | 15       | 3              |
| Paesi Bassi | Jean-Julien Rojer     | Romania       | Horia Tecău   | 23       | 4              |
| Francia     | Pierre-Hugues Herbert | Francia       | Nicolas Mahut | 27       | 5              |
| Croazia     | Mate Pavić            | Brasile       | Bruno Soares  | 28       | 6              |
| Finlandia   | Henri Kontinen        | Australia     | John Peers    | 29       | 7              |
| Stati Uniti | Mike Bryan            | Stati Uniti   | Bob Bryan     | 34       | 8              |

* Ranking aggiornato al 5 agosto 2019.

### Altri partecipanti
Le seguenti coppie hanno ricevuto una wildcard per il tabellone principale:
- Novak Đoković /  Janko Tipsarević
- Ryan Harrison /  Jack Sock
- Nicholas Monroe /  Tennys Sandgren

## Partecipanti WTA

### Teste di serie
| Nazionalità | Giocatrice           | Ranking* | Teste di serie |
| ----------- | -------------------- | -------- | -------------- |
| Australia   | Ashleigh Barty       | 1        | 1              |
| Giappone    | Naomi Ōsaka          | 2        | 2              |
| Rep. Ceca   | Karolína Plíšková    | 3        | 3              |
| Romania     | Simona Halep         | 4        | 4              |
| Paesi Bassi | Kiki Bertens         | 5        | 5              |
| Rep. Ceca   | Petra Kvitová        | 6        | 6              |
| Ucraina     | Elina Svitolina      | 7        | 7              |
| Stati Uniti | Sloane Stephens      | 8        | 8              |
| Bielorussia | Aryna Sabalenka      | 9        | 9              |
| Stati Uniti | Serena Williams      | 10       | 10             |
| Lettonia    | Anastasija Sevastova | 11       | 11             |
| Svizzera    | Belinda Bencic       | 12       | 12             |
| Germania    | Angelique Kerber     | 13       | 13             |
| Regno Unito | Johanna Konta        | 14       | 14             |
| Cina        | Wang Qiang           | 16       | 15             |
| Stati Uniti | Madison Keys         | 17       | 16             |

* Ranking al 5 agosto 2019.

### Altre partecipanti
Le seguenti giocatrici hanno ricevuto una wild card per il tabellone principale:
- Svetlana Kuznecova
- Caty McNally
- Bernarda Pera
- Alison Riske
- Marija Šarapova

Le seguenti giocatrici sono passate dalle qualificazioni:

- Jennifer Brady
- Lauren Davis
- Zarina Dijas
- Ons Jabeur
- Veronika Kudermetova
- Rebecca Peterson
- Astra Sharma
- Iga Świątek

Le seguenti giocatrici sono entrate in tabellone come lucky loser:
- Jessica Pegula
- Mónica Puig
- Barbora Strýcová
- Yafan Wang

### Ritiri
Prima del torneo
- Amanda Anisimova → sostituita da  Barbora Strýcová
- Bianca Andreescu → sostituita da  Mónica Puig
- Catherine Bellis → sostituita da  Venus Williams
- Danielle Collins → sostituita da  Viktória Kužmová
- Lesja Curenko → sostituita da  Yafan Wang
- Markéta Vondroušová → sostituita da  Ekaterina Aleksandrova
- Serena Williams → sostituita da  Jessica Pegula

Durante il torneo
- Belinda Bencic
- Naomi Ōsaka

## Partecipanti WTA doppio

### Teste di serie
| Nazione       | Giocatrice          | Nazione                | Giocatrice         | Ranking* | Testa di serie |
| ------------- | ------------------- | ---------------------- | ------------------ | -------- | -------------- |
| Taipei cinese | Hsieh Su-wei        | Rep. Ceca              | Barbora Strýcová   | 6        | 1              |
| Belgio        | Elise Mertens       | Bielorussia (bandiera) | Aryna Sabalenka    | 19       | 2              |
| Rep. Ceca     | Barbora Krejčíková  | Rep. Ceca              | Kateřina Siniaková | 20       | 3              |
| Canada        | Gabriela Dabrowski  | Cina                   | Xu Yifan           | 20       | 4              |
| Germania      | Anna-Lena Grönefeld | Paesi Bassi            | Demi Schuurs       | 28       | 5              |
| Taipei cinese | Chan Hao-ching      | Taipei cinese          | Latisha Chan       | 30       | 6              |
| Stati Uniti   | Nicole Melichar     | Rep. Ceca              | Květa Peschke      | 37       | 7              |
| Rep. Ceca     | Lucie Hradecká      | Slovenia               | Andreja Klepač     | 49       | 8              |

* Ranking aggiornato al 5 agosto 2019.

### Altre partecipanti
Le seguenti coppie hanno ricevuto una wildcard per il tabellone principale:
- Jennifer Brady /  Jessica Pegula
- Caty McNally /  Alison Riske
- Karolína Plíšková /  Kristýna Plíšková

## Punti
| Evento              | V    | F   | SF  | QF  | 3T   | 2T | 1T | Q    | Q2   | Q1   |
| Singolare maschile  | 1000 | 600 | 360 | 180 | 90   | 45 | 10 | 25   | 16   | 0    |
| Doppio maschile     | 1000 | 600 | 360 | 180 | N.D. | 45 | 0  | N.D. | N.D. | N.D. |
| Singolare femminile | 900  | 585 | 350 | 190 | 105  | 60 | 1  | 30   | 20   | 1    |
| Doppio femminile    | 900  | 585 | 350 | 190 | N.D. | 60 | 5  | N.D. | N.D. | N.D. |

## Montepremi
| Evento              | V          | F        | SF       | QF       | 3T      | 2T      | 1T      | Q2     | Q1     |
| Singolare maschile  | $1,114,225 | $564,005 | $289,290 | $149,100 | $74,695 | $39,120 | $22,045 | $8,435 | $4,220 |
| Singolare femminile | $544,500   | $269,576 | $133,850 | $62,660  | $30,330 | $15,600 | $8,300  | $5,100 | $3,090 |
| Doppio maschile     | $331,300   | $161,680 | $81,040  | $41,280  | N.D.    | $21,780 | $11,660 | N.D.   | N.D.   |
| Doppio femminile    | $143,600   | $72,534  | $35,910  | $18,075  | N.D.    | $9,170  | $4,530  | N.D.   | N.D.   |

## Campioni

### Singolare maschile
Daniil Medvedev ha sconfitto in finale  David Goffin con il punteggio di 7–6(3), 6–4.
- È il quinto titolo in carriera per Medvedev, secondo della stagione e primo Masters 1000.

### Singolare femminile
Madison Keys ha sconfitto in finale  Svetlana Kuznecova con il punteggio di 7–5, 7–6(5).
- È il quinto titolo in carriera per Keys, secondo della stagione e primo Premier 5.

### Doppio maschile
Ivan Dodig /  Filip Polášek hanno sconfitto in finale  Juan Sebastián Cabal /  Robert Farah con il punteggio di 4–6, 6–4, [10–6].

### Doppio femminile
Lucie Hradecká /  Andreja Klepač hanno sconfitto in finale  Anna-Lena Grönefeld /  Demi Schuurs con il punteggio di 6–4, 6–1.